# 難波高速客運總站
難波高速客運總站（日语：／ Namba kōsoku basu tāminaru */?），位於日本大阪市中央區，是南海巴士管理的客運總站。1990年（平成2年）開始啟用。周邊也有湊町客運總站 (OCAT)（離700m）。

## 簡介
此站在瑞士飯店南海大阪5樓的西南邊，比在附近的湊町客運總站較小。車站內部有售票處，候車場，公廁，自動售貨機。
到這車站裡，從在難波站3樓西邊的瑞士飯店南海大阪入口進入，上去5樓到站。

## 路線資料
〈 〉之內是營運公司。

### 晝行
- 岡山站·倉敷站・宇野站 〈兩備巴士〉
- 中筋·廣島客運中心·廣島站 〈南海巴士·中國JR巴士〉
- 鳴門·德島 〈南海巴士·阪急巴士·阪神巴士·德島巴士〉
- 小松島·阿南·東洋町·室戶 〈德島巴士〉
- 高松 〈南海巴士·高松急行〉

### 夜行
- 秋葉原站·成田機場·銚子 〈南海巴士·千葉交通〉
- 新宿站·東京站 （夢難波·堺號）〈南海巴士〉
- 立川站·玉川上水站 〈南海巴士·山陽電氣鐵道〉
- 藤澤·鎌倉·大船·戶塚 〈南海巴士·江之電巴士〉
- 柏崎·長岡 〈南海巴士·越後交通〉
- 長野站·湯田中 〈南海巴士·長電巴士〉
- 中筋·廣島客運中心·廣島站 〈南海巴士·中国JR巴士〉
- 武雄溫泉站·佐世保·豪斯登堡 〈南海巴士·西肥自動車〉

## 外部連結
- 南海巴士官方網頁 （页面存档备份，存于） （日語）